# Braunschweiger Telegrafenwesen
Das Braunschweiger Telegrafenwesen umfasst die Geschichte der Telegrafie im Geltungsbereich der Oberpostdirektion Braunschweig.

## Preußischer optischer Telegraf

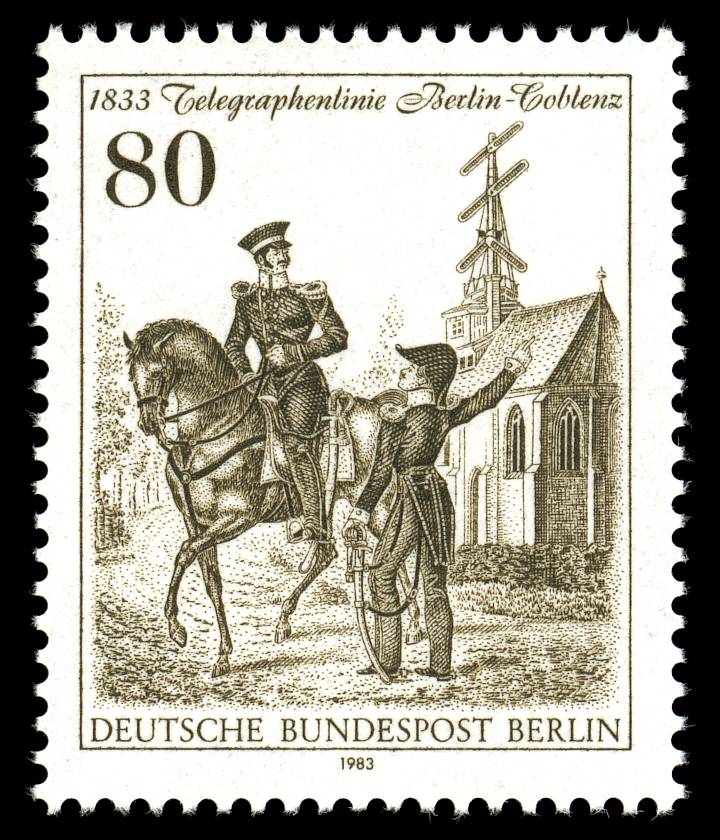
Berliner Briefmarke von 1983: Telegraphenlinie Berlin–Coblenz (1833)

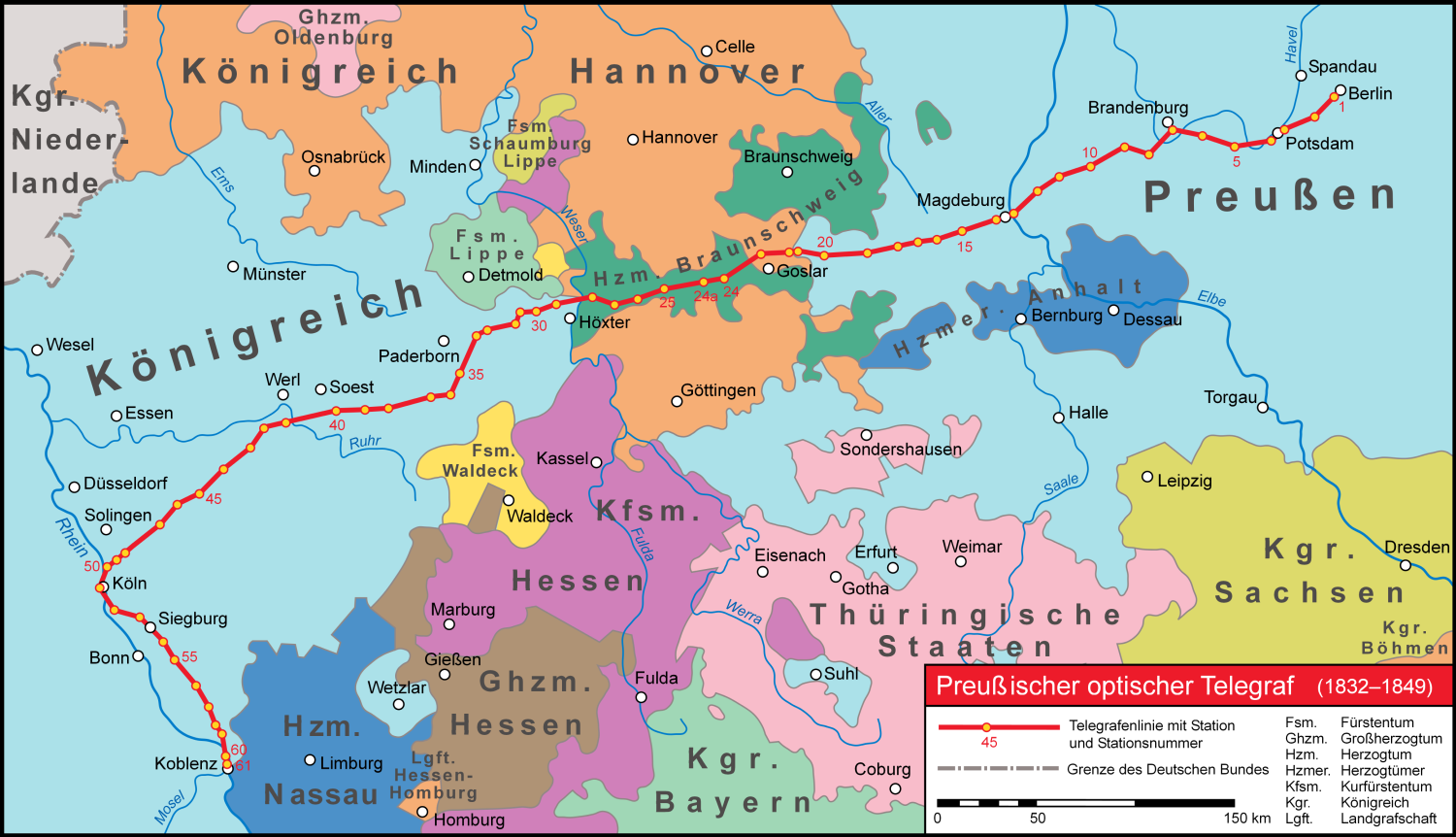
Optische Telegrafenlinie (1849)

Nach Frankreich (1794) und England (1796) baute Preußen eine optisch-mechanische Telegrafenlinie zwischen Berlin und Koblenz.
Ausgehend von Berlin ging es vom preußischen Fallstein bei Veltheim (Station 20) über Hornburg (21) ins hannöversche. Über Buchladen bei Schladen (22) und Liebenburg (23) kam man in das Herzogtum Braunschweig. Dort ging es auf den Osterköpf bei Hahausen (24), über Naensen (25), über Mainzholzen (26), auf den Holzberg bei Stadtoldendorf (27). Über den Burgberg bei Bevern (28) kam man ins preußische Fürstenau auf den 496 m hohen Köterberg. Der Abstand zwischen Hahausen und Naensen war mit rund 20 km zu lang. Eine zusätzliche Zwischenstation bei Altgandersheim (24a) beseitigte 1842 den Mangel.
Die optische Telegrafenlinie in Preußen war eine ausschließlich staatlich und militärisch genutzte Nachrichtenverbindung und war in ihrer Gesamtlänge von 1833 bis 1849 im Dienst.
Mit der Inbetriebnahme der elektromagnetischen Linie zwischen Berlin und Köln am 1. Juni 1849 konnte die optisch-mechanische Telegrafenlinie aufgegeben werden.

## Die elektromagnetische Telegrafie

Telegrafenlinien bis 1850

Schon im Jahre 1820 gab Ampère die Idee zu einem elektromagnetischen Telegrafen. Er schlug vor, die Ablenkung von Magnetnadeln zur Zeichengebung zu benutzen.

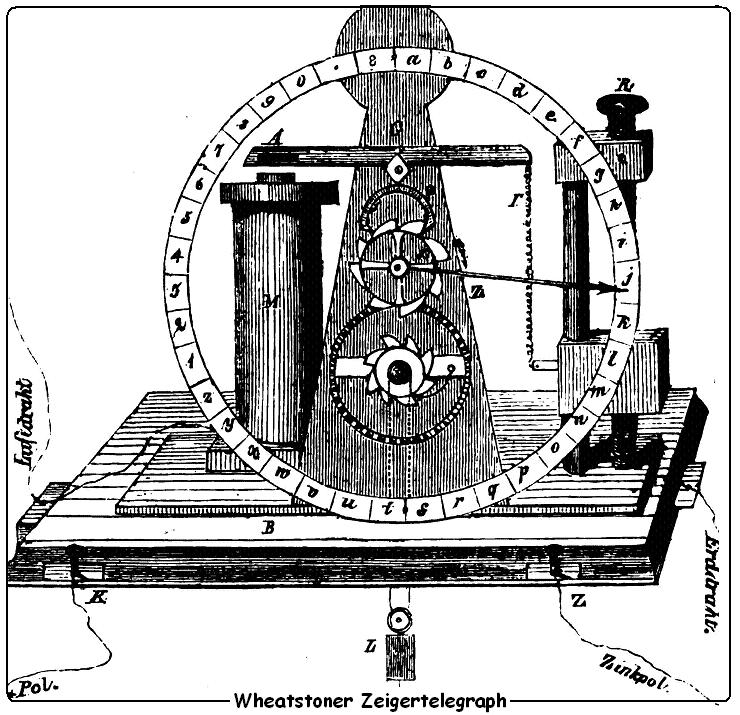
Zeigertelegraf nach Wheatstone

Nach der Entdeckung der elektromagnetischen Induktion durch Michael Faraday im Jahre 1832, versuchten Gauß und sein Kollege Wilhelm Weber bereits ein Jahr später diese Erkenntnisse in die Praxis umzusetzen. Am Ostersonntag des Jahres 1833 machten sie an der Universität in Göttingen die ersten erfolgreichen Versuche mit einem elektromagnetischen Telegrafen. Hoch über den Dächern der Stadt Göttingen waren zwei Drähte vom Physikalischen Institut zur Sternwarte gezogen. Zuerst übermittelten sich Gauß und Weber vereinbarte Zeichen, später auch Nachrichten.
Die Herzoglich Braunschweigische Eisenbahnverwaltung führte im Jahre 1846 erste Versuche durch. Ziel war es, die elektromagnetische Telegrafie zur Sicherung des Eisenbahnbetriebes einzusetzen. Dabei wurde ein neuer Zeigertelegraf entwickelt.
In Braunschweig wartete man auf die Entscheidung aus Berlin, ob Preußen eine Telegrafenlinie von Berlin nach Köln verlegen würde. Für die Genehmigung zum Durchgang durch braunschweigisches Gebiet war die Mitbenutzung der Telegrafenlinie angeboten worden. Letztendlich entschied man sich für eine eigene Telegrafeneinrichtung, man wollte nicht abhängig sein. Daher entschloss sich die Verwaltung im Jahre 1848 zum Aufbau eines „Herzoglich Braunschweigischen elektromagnetischen Telegrafen“. Eine hierüber verfasste Denkschrift sah ausdrücklich vor, „daß der Telegraph sobald als thunlich auch zur Depeschenbeförderung für das Publikum benutzt werde“.
Die ersten Telegrafenstationen befanden sich in Braunschweig, Vechelde, Wolfenbüttel, Schöppenstedt, Jerxheim, Wegersleben in Großen Bruch und Oschersleben. Miteinander verbunden waren sie durch eine Kupferdrahtleitung, die auf Stangen neben dem Bahnkörper entlangführte. Oberste Instanz war das „Telegraphen-Bureau“ in Braunschweig.
Am 13. September 1848 war es Preußen gestattet worden „eine isolirte Drahtleitung unter dem Planum der Eisenbahn von Oschersleben bis zur hannoverschen Landesgrenze anzulegen, in der Stadt Braunschweig eine Telegrafenstation zu etablieren und die Anlage durch preußische Beamte, sowohl zu eigenen Zwecken als zum öffentlichen Verkehre zu benutzen.“ Im Gegenzug war es Braunschweig erlaubt, im gewissen Rahmen, die Berlin-Kölner und auch die Telegrafenlinie nach Frankfurt am Main zu benutzen.
Das Braunschweiger Telegrafenbüro wurde im Juni 1849 im Bahnhofsgebäude eröffnet. Braunschweig war nun über Oschersleben und Magdeburg mit Berlin, über Hannover, Hamm und Düsseldorf mit Köln, etwas später auch mit Aachen, telegrafisch verbunden. Die Verbindungen verliefen nicht immer reibungslos.
Die Herzogliche Postdirektion, die Telegrafen- sowie die Eisenbahnverwaltung vereinigten sich 1850 zu einer Behörde, der „Herzoglichen Eisenbahn- und Post-Direction“. Im gleichen Jahr erhielten die Stationen Braunschweig und Vechelde Morseschreiber. Die „Telegraphen-Anstalten“ in Wolfenbüttel, Schöppenstedt, Jerxheim, Wegersleben, Oschersleben, Börßum, Schladen, Vienenburg und Harzburg folgten im Jahre 1853. Auf dem „Herzoglichen Telegraphen-Amt“ konnten ab 1855 Privat-Depeschen befördert werden.
Göttingen, Northeim, Hannoversch Münden und Einbeck wurden 1854 an das Telegrafennetz angeschlossen.
Mit dem Bau der Braunschweigischen Südbahn nach Holzminden (1856) entstanden an der Bahnstrecke weitere Telegrafen-Stationen in Ringelheim, Lutter am Barenberge, Seesen, Bad Gandersheim und Kreiensen sowie ab 1865 auch in Naensen, Vorwohle, Stadtoldendorf und Holzminden. Weitere Stationen gab es in Helmstedt, Schöningen, Oker und Goslar.

Telegrammformular

Telegrammgebühren

Eine „einfache Depesche“ kostete 1855 noch 15 Silbergroschen. Seit 1862 betrug die Gebühr für ein „einfaches Telegramm“ (20 Wörter) innerhalb des Herzogtums 8 Silbergroschen. Wer jedoch nach dem „Ausland“ Hannover oder Celle telegrafierte, musste 15 Silbergroschen bezahlen. Zum Vergleich: ein Brief kostete, je nach Entfernung, 1 bis 3 Sgr.
Die Braunschweigische Anzeigen schrieben 1862: „Die Gebühr für Telegramme zwischen Braunschweig und den hannoverschen Telegraphenstationen (einschl Cassel, Hamburg, Cuxhaven, Stadthagen, Kirchhorst, Bückeburg, Pr.-Minden, Ibbenbüren, Rheine und Bremen) ist vom 1. Januar 1863 an auf 8 Groschen ermäßigt. Für je 10 weitere Worte ½ Gebühr mehr“. 1866 liest man in der gleichen Zeitung: können „(kriegsbedingt) Privattelegramme nach Hannoverschen Stationen bis auf weiteres nicht angenommen werden“.
Mit der Gründung des Norddeutschen Bundes, am 1. Januar 1868 wurden alle Telegrafeneinrichtungen der norddeutschen Staaten der „General-Direction der Telegrafen des Norddeutschen Bundes“ unterstellt.
In den siebziger Jahren diskutierte man die Zusammenlegung der unrentabelen Telegrafie mit der ertragreichen Post. Ab 1. Januar 1876 arbeitete die „Reichs-Post- und Telegrafenverwaltung“ als selbständige Behörde unter dem „General-Postmeister“ Heinrich Stephan. Die Telegrafendirektionen verschwanden und die Oberpostdirektionen übernahmen ihre Funktion. Einige Telegrafenstationen wurden mit den Postanstalten vereinigt, so Göttingen und Holzminden. In Braunschweig blieb ein besonderes Telegrafenamt bestehen. Die Telegrammgebühr wurde nach der Wortzahl, nicht mehr nach der Entfernung, ermittelt.

## Automatisierung
Versuche mit dem Fernsprecher waren erfolgreich verlaufen. Das Telegrafennetz ließ sich leicht und billig erweitern. Die Kosten für den Morseapparat und die Ausbildung des Personals entfielen. Die Zeit war reif für das Telefon. So konnten der Telegrammtext mündlich übermittelt werden.
Am 1. März 1878 richtete man in Hehlen an der Weser die erste „Telegrafenanstalt mit Fernsprecher“ ein. Die Länge der Telegrafenlinien betrug zu jener Zeit 901,88 km. Durch den Oberpostdirektionsbezirk führten acht „Telegrafenleitungen 1. Klasse“, darunter die Leitungen Berlin-Brüssel-London, Berlin-Antwerpen (London), Emden-Wien und Berlin-Paris.
Bei der Oberpostdirektion wurde 1887 eine Telegrafenwerkstatt eingerichtet, aus der sich später das Fernmeldezeugamt Braunschweig entwickelte. Im Oktober 1892 bezog das Telegrafenamt Braunschweig ein neues Gebäude am Kattreppeln und auf dem Johannishof. Aus diesem Anlass entstand eine Rohrpostverbindung zwischen der Telegrammannahme beim Postamt Braunschweig 1 und dem Telegrafensaal.
Um dem gestiegenen Telegrammverkehr Herr zu werden, wurden schnellere und sicherere Übermittlungsgeräte angeschafft. In Braunschweig und Göttingen entschied man sich für Hughes- und Etienne-Schreiber. Diese Apparate arbeiteten doppelt so schnell wie ein Morseschreiber und sie lieferten außerdem unmittelbar lesbare Druckschrift.
Seit 1929 löste der Springschreiber, die erste Form der heutigen Fernschreibmaschine, bei den Telegrafenämtern Braunschweig und Göttingen die alten Geräte ab.
1942 wurde in Braunschweig ein „Telegrafen-Wählamt“ mit drei Fernschreibteilnehmern in Betrieb genommen. 1968 gab es in unserem Bezirk 16 automatisch arbeitende Telex-Vermittlungsstellen, über die etwa tausend Teilnehmer am „Telex-Dienst“ ihre Partner im In- und Ausland selbst anwählen konnten.
Nach dem Kriege galt es die Nachkriegsschwierigkeiten zu überwinden, das Netz weiter auszubauen und zu automatisieren. Heute wählen sich die Endtelegrafenstellen innerhalb der Bundesrepublik untereinander unmittelbar an. Auch im Auslandsverkehr weitet sich das internationale Telegrafenwählnetz, Gentex-Netz genannt, immer mehr aus.
Aber die Zahl der Telegramme geht immer mehr zurück. Über Telefon, Telefax und Internet ist die Kommunikation schneller, einfacher, vielseitiger und preiswerter. Trotzdem bietet die Deutsche Post AG noch heute (Schmuck-)Telegramme an.